# ويليام أ. تومسون
ويليام أ. تومسون (بالإنجليزية: William A. Thompson)‏ هو مهندس أمريكي، ولد في 16 ديسمبر 1864، وتوفي في 1925.